# 北海道立羽幌病院
北海道立羽幌病院（ほっかいどうりつはぼろびょういん）は、北海道苫前郡羽幌町にある医療機関。北海道病院事業条例（昭和42年12月25日条例第45号）により一般疾患の治療を目的として設置された北海道立の病院の一つである。留萌第二次保健医療福祉圏（留萌振興局管内）における地域センター病院として、広域医療を担っている。

## 沿革
- 1953年8月 - 羽幌町より一般48床の移管を受けて開院。
- 1975年12月 - 移転。
- 2004年2月 - 羽幌病院事件[2]
- 2005年7月 - 現在地に移転。
- 2006年 - 保健医療連携室を設置。
- 2017年 - 北海道内の道立病院で初めて総合診療医を配置[3]。

## 診療科
- 内科、外科、小児科、整形外科、耳鼻咽喉科、眼科、産婦人科、皮膚科、泌尿器科、精神科、リハビリテ－ション科

## 医療機関の指定等
- 健康保険、国民健康保険、結核予防法、原爆医療、労働災害、自立支援医療、救急医療告示、生活保護法、指定難病、小児慢性特定疾患

## 近隣の施設
- 北海道羽幌高等学校
- 羽幌町役場
- 羽幌町郷土資料館

## 交通アクセス
- JR北海道留萌本線留萌駅より沿岸バス羽幌・豊富方面で約1時間10分、道立羽幌病院下車。